# Alexander Donchenko
Alexander Donchenko (Mosca, 22 marzo 1998) è uno scacchista tedesco.
Nato a Mosca, all'età di quattro anni si è trasferito con la famiglia in Germania a Gießen, dove vive tuttora. Ha ottenuto il titolo di Maestro Internazionale nel 2012 e di Grande Maestro in aprile 2015.
Nella lista FIDE di marzo 2020 ha 2648 punti Elo, al secondo posto in Germania (dietro a Liviu-Dieter Nisipeanu con 2655 punti Elo).

## Principali risultati
- 2017 – in maggio è terzo nell'88º Campionato tedesco;[3]
- 2018 – in febbraio vince il torneo Northumbria Masters di Newcastle;[4]
- 2019 – in luglio è pari secondo con Gata Kamsky nel torneo di Biel, dietro a Amin Tabatabaei[5]
in ottobre vince il torneo di Barcellona con 7,5/9, davanti a Gata Kamsky e Tigran Gharamian;[6]
- 2020 – in agosto vince il torneo online ACP-ChessBase KO, superando nella finale Gawain Jones[7], in novembre a Bad Wiessee vince il Tegernsee Masters con 6.5/8.[8]
- 2022 – in agosto vince il torneo Rubinstein Memorial.
- 2023 – in gennaio vince l'edizione Challengers del Torneo di scacchi di Wijk aan Zee.
- 2025 – in luglio vince il torneo di České Budějovice con 7 punti su 9 . [9]